# نادي فنار باغجه للكرة الطائرة للسيدات
نادي فنربخشة للكرة الطائرة للسيدات هو نادي كرة طائرة تركي من مدينة إسطنبول وهو جزء من نادي فنربخشة. تأسس قسم الكرة الطائرة للسيدات في 1954 ويلعب حالياً في الدوري التركي.